# Liste der Baudenkmäler in Opfenbach
Auf dieser Seite sind die Baudenkmäler in der schwäbischen Gemeinde Opfenbach zusammengestellt. Diese Tabelle ist eine Teilliste der Liste der Baudenkmäler in Bayern. Grundlage ist die Bayerische Denkmalliste, die auf Basis des Bayerischen Denkmalschutzgesetzes vom 1. Oktober 1973 erstmals erstellt wurde und seither durch das Bayerische Landesamt für Denkmalpflege geführt wird. Die folgenden Angaben ersetzen nicht die rechtsverbindliche Auskunft der Denkmalschutzbehörde.
 Die Liste gibt den Fortschreibungsstand vom 3. Juli 2018 wieder und umfasst 22 Baudenkmäler.

## Baudenkmäler nach Ortsteilen

### Opfenbach
| Lage                                  | Objekt                               | Beschreibung | Akten-Nr.     | Bild                    |
| ------------------------------------- | ------------------------------------ | --- | ------------- | ----------------------- |
| Alemannenstraße 2 (Standort)          | Bauernhaus                           | Mitterstallbau mit vorkragendem Giebel und einseitig abgeschlepptem Dach, Wohnteil Blockbau verschindelt, im Kern 18. Jahrhundert, der Stall um 1900 erneuert; um 2010 restauriert | D-7-76-122-24 | Bauernhaus              |
| Bodenseestraße (bei Nr. 2) (Standort) | Bildstock mit Pietà                  | Bezeichnet mit „1861“. | D-7-76-122-1  | Bildstock mit Pietà     |
| Bodenseestraße 11 (Standort)          | Wohn- und Geschäftshaus              | Zweigeschossiger Satteldachbau mit Hochkeller und Zwerchhaus, biedermeierliche Haustür und Türgestell bezeichnet mit „1840“. | D-7-76-122-2  | Wohn- und Geschäftshaus |
| Kirchplatz (Standort)                 | Brunnenbecken                        | Eisernes Rechteckbecken mit gusseisernen Relieftafeln, bezeichnet mit „1902“. | D-7-76-122-27 | Brunnenbecken           |
| Kirchplatz 1 (Standort)               | Katholische Pfarrkirche St. Nikolaus | Turm mittelalterlich, Langhaus und eingezogener, dreiseitiger Chor 1773/74; mit Ausstattung. | D-7-76-122-4  | weitere Bilder          |
| Kirchplatz 3 (Standort)               | Ehemaliges Pfarrhaus                 | Zweigeschossiger Satteldachbau, verputzter Blockbau und Fachwerk, um 1650, im 18./19. Jahrhundert erweitert; mit Ausstattung. | D-7-76-122-5  | Ehemaliges Pfarrhaus    |
| Kirchplatz 5 (Standort)               | Gasthaus zum Löwen                   | Zweigeschossiger Bau in Formen des sogenannten Schweizerstils, mit Blockbau-Obergeschoss und Flachsatteldach mit Quergiebel, um 1905 auf den Fundamenten des Vorgängerbaues von 1705 neu errichtet; Gasthofökonomie, langgestreckter Satteldachbau aus Ziegelstein, mit Tenneneinfahrt, vor 1900. | D-7-76-122-7  | Gasthaus zum Löwen      |

### Heimen
| Lage                    | Objekt                                   | Beschreibung                                                         | Akten-Nr.     | Bild |
| ----------------------- | ---------------------------------------- | -------------------------------------------------------------------- | ------------- | ---- |
| Heimen 78 (Standort)    | Wegkreuz                                 | Zweite Hälfte 19. Jahrhundert.                                       | D-7-76-122-10 | BW   |
| In Heimen (Standort)    | Katholische Kapelle St. Wendelin         | Verschindelter Bau mit Dachreiter, 1863 neu erbaut; mit Ausstattung. | D-7-76-122-9  | BW   |
| In der Leite (Standort) | Gedenkstein auf dem Burgstall            | 1938.                                                                | D-7-76-122-11 | BW   |
| ()                      | Gedenkstein auf dem Burgstall Tannenfels | 1936.                                                                | D-7-76-122-12 |      |

### Mellatz
| Lage                      | Objekt                                           | Beschreibung                                       | Akten-Nr.     | Bild                                             |
| ------------------------- | ------------------------------------------------ | -------------------------------------------------- | ------------- | ------------------------------------------------ |
| Mellatz 31 1/5 (Standort) | Lourdeskapelle mit seitlich angebauter Sakristei | Rechteckbau mit Dachreiter, 1903; mit Ausstattung. | D-7-76-122-14 | Lourdeskapelle mit seitlich angebauter Sakristei |

### Myweiler
| Lage                   | Objekt                             | Beschreibung | Akten-Nr.     | Bild                               |
| ---------------------- | ---------------------------------- | --- | ------------- | ---------------------------------- |
| Mywiler 166 (Standort) | Katholische Dreifaltigkeitskapelle | Rechteckbau mit quadratischem, eingezogenem Chor und anschließender Sakristei, bezeichnet mit „1735“; mit Ausstattung. | D-7-76-122-15 | Katholische Dreifaltigkeitskapelle |
| Im Tannet (Standort)   | Wegkreuz                           | Gusseisernes Kruzifix auf Sandsteinsockel, bezeichnet mit „1863“.                                                      | D-7-76-122-17 | BW                                 |

### Reute
| Lage                                  | Objekt                            | Beschreibung | Akten-Nr.     | Bild                              |
| ------------------------------------- | --------------------------------- | --- | ------------- | --------------------------------- |
| Bahnstrecke Buchloe–Lindau (Standort) | Eisenbahnbrücke über die Leiblach | Dreijochige Eisengitterkonstruktion auf gemauerten Pfeilern und Widerlagern, 1853/54 für die Ludwig-Süd-Nord-Bahn errichtet, um 1870/80 erneuert (teilweise im Gebiet der Gemeinde Hergatz) | D-7-76-131-10 | Eisenbahnbrücke über die Leiblach |

### Ruhlands
| Lage                         | Objekt                        | Beschreibung | Akten-Nr.     | Bild                          |
| ---------------------------- | ----------------------------- | --- | ------------- | ----------------------------- |
| Bodenseestraße 20 (Standort) | Gasthaus Engel                | Zweigeschossiger traufständiger Satteldachbau, verschindelt, 19. Jahrhundert. | D-7-76-122-18 | Gasthaus Engel                |
| Bodenseestraße 24 (Standort) | Katholische Sebastianskapelle | Rechteckbau mit eingezogenem Halbrundschluss, 1819; mit Ausstattung. | D-7-76-122-19 | Katholische Sebastianskapelle |
| Bodenseestraße 34 (Standort) | Bruggmühle                    | Ehemalige Mahlmühle, sogenannte Bruggmühle, jetzt Sägmühle, Wohnteil verschindelter Blockbau mit Satteldach, 18./19. Jahrhundert; mit technischer Ausstattung. Die ehemalige Mahlmühle der Burg Heimen wurde später zur Sägmühle umgebaut. Östlich daneben die spätere Mahlmühle mit davorliegendem Wohnteil und noch weiter das Lagergebäude. | D-7-76-122-20 | weitere Bilder                |

### Wigratz
| Lage                   | Objekt                                 | Beschreibung                                                                                    | Akten-Nr.     | Bild                                   |
| ---------------------- | -------------------------------------- | ----------------------------------------------------------------------------------------------- | ------------- | -------------------------------------- |
| Wigratz 147 (Standort) | Katholische Kapelle St. Martin         | Rechteckiger Bau mit dreiseitigem Schluss, 19./20. Jahrhundert; mit Ausstattung.                | D-7-76-122-21 | Katholische Kapelle St. Martin         |
| Wigratz 150 (Standort) | Wohnteil eines ehemaligen Bauernhauses | Zweigeschossiger verschindelter Blockbau mit abgeschlepptem Satteldach, Anfang 19. Jahrhundert. | D-7-76-122-22 | Wohnteil eines ehemaligen Bauernhauses |

### Wigratzbad
| Lage                             | Objekt             | Beschreibung | Akten-Nr.     | Bild               |
| -------------------------------- | ------------------ | --- | ------------- | ------------------ |
| Leiblachstraße 1, 1 b (Standort) | Gasthaus zum Löwen | Zweigeschossiger verschindelter Satteldachbau, im Kern 18. Jahrhundert; zugehörige Wirtshaus-Ökonomie, zweigeschossiger Bau mit tief herunter gezogenem Satteldach und Tenneneinfahrt, 19. Jahrhundert. | D-7-76-122-23 | Gasthaus zum Löwen |

## Ehemalige Baudenkmäler
In diesem Abschnitt sind Objekte aufgeführt, die früher einmal in der Denkmalliste eingetragen waren, jetzt aber nicht mehr. Objekte, die in anderem Zusammenhang also z. B. als Teil eines Baudenkmals weiter eingetragen sind, sollen hier nicht aufgeführt werden. Aktennummern in diesem Abschnitt sind ehemalige, jetzt nicht mehr gültige Aktennummern.

| Lage                                             | Objekt                      | Beschreibung                                                                       | Akten-Nr.    | Bild |
| ------------------------------------------------ | --------------------------- | ---------------------------------------------------------------------------------- | ------------ | ---- |
| Opfenbach Kirchplatz 4, Römerstraße 7 (Standort) | Ehemaliges Benefiziatenhaus | Zweigeschossiger Satteldachbau, äußere Erscheinung 19. Jahrhundert, im Kern älter. | D-7-76-122-6 | BW   |

## Abgegangene Baudenkmäler
In diesem Abschnitt sind Objekte aufgeführt, die früher einmal in der Denkmalliste eingetragen waren, jetzt aber nicht mehr existieren, z. B. weil sie abgebrochen wurden. Aktennummern in diesem Abschnitt sind ehemalige, jetzt nicht mehr gültige Aktennummern.

| Lage                            | Objekt                            | Beschreibung                                                                                            | Akten-Nr.     | Bild |
| ------------------------------- | --------------------------------- | --- | ------------- | ---- |
| Litzis In Litzis (Standort)     | Katholische Kapelle St. Sebastian | Rechteckbau mit Dachreiter, Ende 19. Jahrhundert; mit Ausstattung.                                      | D-7-76-122-13 | BW   |
| Myweiler Mywiler 160 (Standort) | Bauernhaus                        | Zweigeschossiger Blockbau mit Flachsatteldach, 18./19. Jahrhundert; abgebrochen zwischen 2000 und 2009. | D-7-76-122-25 | BW   |